# Латыхов, Дмитрий Денисович
Дмитрий Денисович Латыхов (бел. Дзмітрый Дзянісавіч Латыхоў; род. 25 марта 2003, Минск) — белорусский футболист, нападающий клуба «Урал».

## Карьера

### «Динамо» Минск
Воспитанник футбольной академии минского «Динамо». Первым тренером был Валентин Станиславович Домашевич. В 2017 году получил награду лучшего игрока года в возрастной категории до 15 лет. В 2019 году стал выступать за дублирующий состав. В июне 2021 года проходил просмотр в бельгийском «Стандарте». В июне 2021 года присоединился к основной команде минского клуба. Дебютировал за клуб 23 июня 2021 года в матче Кубка Беларуси против «Лиды», выйдя на замену на 60 минуте, также отличившись дебютными забитыми голами, оформив дубль. Дебютный матч в чемпионате сыграл 4 июля 2021 года против мозырской «Славии», выйдя на замену на 73 минуте. Своим дебютным забитым голом в чемпионате отличился 26 сентября 2021 года в матче против «Сморгони». По итогу дебютного сезона вместе с клубом стал бронзовым призёром чемпионата. На протяжении сезона выступал за клуб в роли игрока замены, отличившись 4 забитыми голами во всех турнирах.
Новый сезон начал 6 марта 2022 года с четвертьфинального матча Кубка Беларуси против «Гомеля», выйдя на замену на 69 минуте. В ответном матче 12 марта 2022 года «Гомель» оказался сильнее и вышел в следующий этап турнира. Первый матч в чемпионате сыграл 2 апреля 2022 года против дзержинского «Арсенала», выйдя на замену на 60 минуте. Первой результативной передачей в сезоне отличился 22 мая 2022 года в матче против «Витебска». В июле 2022 года вместе с клубом отправился на квалификационные матчи Лиги конференций УЕФА. Первый матч в рамках еврокубкового турнира сыграл 7 июля 2022 года против черногорского «Дечича», выйдя на замену на 74 минуте. По итогу второго квалификационного раунда вместе с клубом уступили израильскому «Хапоэлю» Беэр-Шева, завершив своё выступление на турнире. По итогу сезона вместе с клубом завершил чемпионат на итоговом четвёртом месте.  В декабре 2022 года продлил контракт с клубом. В январе 2023 года покинул минский клуб.

### «Ислочь»
В январе 2023 года появилась информация от источников, что футболист присоединился к «Ислочи». Официально присоединился клубу 19 января 2023 года, с которым заключил двухлетний контракт. Дебютировал за клуб 18 марта 2023 года в матче против минского «Динамо», выйдя на поле в стартовом составе. Дебютным забитым голом за клуб отличился 24 сентября 2023 года в матче против мозырской «Славии». По итогу дебютного сезона вместе с клубом завершил чемпионат на итоговом четвёртом месте. На протяжении сезона выступал за клуб преимущественно в роли игрока замены, отличившись забитым голом и 2 результативными передачами. Новый сезон начинал с четвертьфинальных матчей Кубка Беларуси, где победили «Витебск». Однако в скором времени перестал получать игровую практику, оставаясь на скамейке запасных. Вместе с клубом стал серебряным призёром Кубка Беларуси, однако в финале участие не принимал. В июле 2024 года покинул клуб, расторгнув контракт по соглашению сторон.

### «Урал-2»
В конце июля 2024 года на правах свободного агента присоединился к екатеринбургскому «Уралу». В клубе футболист был сразу же отправлен в расположение второй команды. Дебютировал за клуб 28 июля 2024 года в матче против клуба «Акрон-2», выйдя на замену на 74 минуте, отличившись также своим дебютным забитым голом. По итогу сезона вместе с клубом завершил чемпионат на итоговом седьмом месте. На протяжении сезона выступал за клуб в роли одного из основных игроков, отличившись 3 забитыми голами.

## Международная карьера
Вызывался в юношеские сборные Беларуси до 17 и 19 лет для участия в квалификации на юношеские чемпионаты Европы соответственно. В 2021 году вызвался в молодёжную сборную Беларуси для отбора на молодёжный чемпионат Европы. Дебютировал за сборную 12 ноября 2021 года в матче против Греции. В следующем матче 16 ноября 2021 года против Лихтенштейна отметился дублем.